# Bactrocera minax
Espèce
Bactrocera minax (la mouche chinoise des agrumes) est une espèce d'insectes diptères de la famille des Tephritidae, originaire des régions tropicales d'Amérique.
Cette mouche sténophage est inféodée à quelques espèces du genre Citrus, notamment l'oranger (Citrus sinensis). Elle pond ses œufs dans les fruits dans lesquels les larves se développent pendant 3 à 4 semaines.
Elle est considérée comme un ravageur sérieux des orangers en Chine.

## Synonymes
Selon ITIS (18 septembre 2013) :
- Polistomimetes minax Enderlein, 1920
- Mellesis citri Chen, 1940

## Distribution
L'aire de répartition de Bactrocera minax comprend une partie de l'Asie méridionale : Bhoutan, Inde (Bengale occidental, Sikkim) et Chine (Guangxi, Guizhou, Hubei, Hunan, Jiangsu, Jiangxi, Shaanxi, Sichuan, Yunnan).